# 吡贝地尔
吡贝地尔是一种抗帕金森病药物和哌嗪衍生物，可作为D2和D3受体激动剂。它还具有α2-肾上腺素受体拮抗剂特性。